# 정오의 희망곡 이호석입니다
정오의 희망곡 이호석입니다는 춘천MBC FM4U, 원주MBC FM4U, MBC강원영동 FM4U(춘천 FM 94.5MHz, 인제 FM 98.3MHz, 원주 FM 98.9MHz, 강릉 FM 94.3MHz, 양양 FM 90.7MHz, 삼척 FM 99.9MHz, 태백 FM 98.1MHz)에서 매일 낮 12시부터 오후 2시까지 방송되는 강원특별자치도 전 지역의 대중음악 전문 라디오 프로그램이다.

## 역사
1983년 7월 13일에 첫방송을 시작해 2009년 4월 19일에 잠정적으로 폐지되어 2009년 4월 20일부터 2010년 10월 17일까지 《김말숙의 뮤직파티》가 방송되다가, 2010년 10월 18일에 "정오의 희망곡"이 다시 1년만에 부활했으며, 2014년 9월 21일까지는 춘천MBC에서만 방송됐으나, 2014년 9월 22일부터 강원도 전역으로 방송 권역이 확대됐다.

## 코너소개

### 매일 코너
- 행운의 여신, 쑥쑥퀴즈 (출연:김말숙)

### 요일별 코너
- 월요일 : 정오가 쏜다 (출연:김말숙)
- 화요일 : 나의 정오의 희망곡
- 수요일 : 유퀴상퀴
- 목요일 : FM라디오
- 금요일 : 나의 옛날 라디오
- 토요일 : 월매차트
- 일요일 : 마음의 쉼표하나

## 같이 보기
- 춘천문화방송
- 원주문화방송
- MBC강원영동 강릉방송국
- MBC강원영동 삼척방송국
- MBC FM4U
- 정오의 희망곡 김신영입니다